# Apollonia (traghetto)
L' Apollonia è stato traghetto appartenuto alla Hellenic Mediterranean Lines e precedentemente è stato il primo traghetto della SNCM con il nome di Sidi Bel Abbès.

## Servizio
Varato il 22 aprile 1948 nel cantiere navale Swan, Hunter & Wigham Richardson Ltd. di Newcastle con il nome di Sidi Bel Abbès  e consegnato nel febbraio del 1949 alla SNCM, prende servizio nel collegamento passeggeri tra Francia e Marocco, Tunisia ed Algeria.
Nel 1963 viene ceduto alla greca Hellenic Mediterranean Lines e ribattezzato Apollonia.
Nel 1964 viene convertito in traghetto con l'aggiunta di un garage dalla capacità di 50 auto e prende servizio tra Venezia, Il Pireo ed Haifa.
Il 2 luglio 1980 viene disarmato a Chalkis.
Nel 1988 viene ribattezzato Precious e successivamente venduto per la demolizione, venendo spiaggiato ad Arya Steel, nei pressi di Alang, il 9 luglio 1988.